# Liste der Baudenkmäler in Büchenbach
Auf dieser Seite sind die Baudenkmäler in der mittelfränkischen Gemeinde Büchenbach zusammengestellt. Diese Tabelle ist eine Teilliste der Liste der Baudenkmäler in Bayern. Grundlage ist die Bayerische Denkmalliste, die auf Basis des Bayerischen Denkmalschutzgesetzes vom 1. Oktober 1973 erstmals erstellt wurde und seither durch das Bayerische Landesamt für Denkmalpflege geführt wird. Die folgenden Angaben ersetzen nicht die rechtsverbindliche Auskunft der Denkmalschutzbehörde.
 Diese Liste gibt den Fortschreibungsstand vom 27. Dezember 2023 wieder und enthält 35 Baudenkmäler.

## Baudenkmäler nach Gemeindeteilen

### Büchenbach
| Lage                             | Objekt                                              | Beschreibung | Akten-Nr.             | Bild                          |
| -------------------------------- | --------------------------------------------------- | --- | --------------------- | ----------------------------- |
| Breitenloher Straße 2 (Standort) | Wohnhaus                                            | Zweigeschossiger, traufseitiger Sandsteinquaderbau mit Steilsatteldach und Sohlbankgesims, um 1910/20 | D-5-76-117-1 Wikidata | Wohnhaus                      |
| Obere Bahnhofstraße 5 (Standort) | Evangelisch-lutherische Pfarrkirche Sankt Willibald | Sandsteinquaderbau mit Steilsatteldach, Chorturm mit Spitzhelm und Westfassade mit Aufzugsturm mit Walmdächlein und zwei polygonalen Treppentürmchen mit Kegeldächern, flachgedecktes Langhaus mit doppelten, dreiseitig umlaufenden Emporen und eingezogenem Chor mit Tonnengewölbe, Turmuntergeschosse zum Teil spätromanisch, Langhaus mit Westfassade 1608, mit Ausstattung | D-5-76-117-2 Wikidata | weitere Bilder                |
| Obere Bahnhofstraße 5 (Standort) | Teile der Kirchhofbefestigung                       | Bruchsteinmauer mit Tordurchgang an der Westseite, wohl spätmittelalterlich | D-5-76-117-2 Wikidata | Teile der Kirchhofbefestigung |
| Rother Straße 10 (Standort)      | Scheune                                             | Erdgeschossiger, giebelständiger Fachwerkbau mit Steilsatteldach, 18./19. Jahrhundert | D-5-76-117-3 Wikidata | Scheune                       |
| Rother Straße 11 (Standort)      | Ehemaliges Wohnstallhaus                            | Erdgeschossiger, traufseitiger Sandsteinquaderbau mit Steilsatteldach, bezeichnet „1846“ | D-5-76-117-4 Wikidata | Ehemaliges Wohnstallhaus      |
| Rother Straße 15 (Standort)      | Ehemaliges Bauernhaus                               | Erdgeschossiger, giebelständiger Sandsteinquaderbau mit Steilsatteldach und Sichtziegel-Zwerchhaus, Mitte 19. Jahrhundert, Zwerchhaus 1894 | D-5-76-117-5 Wikidata | Ehemaliges Bauernhaus         |
| Schwabacher Straße 2 (Standort)  | Gasthaus in Ecklage                                 | Zweigeschossiger, verputzter Sandsteinquaderbau mit Satteldach, Fachwerkobergeschoss und -giebel, 17./frühes 18. Jahrhundert | D-5-76-117-6 Wikidata | Gasthaus in Ecklage           |
| Schwabacher Straße 7 (Standort)  | Wohnstallstadelhaus                                 | Zweigeschossiger, giebelständiger Sandsteinquaderbau mit Steilsatteldach und Sohlbankgesims, 1889/90 | D-5-76-117-7 Wikidata | Wohnstallstadelhaus           |

### Asbach
| Lage                                                                 | Objekt                                          | Beschreibung | Akten-Nr.              | Bild                                  |
| -------------------------------------------------------------------- | ----------------------------------------------- | --- | ---------------------- | ------------------------------------- |
| In Gauchsdorf, Schlagäcker, Im Kohlenbach, Am Schröderweg (Standort) | Grenzsteine der Fraischgrenze Pflegamt Abenberg | Sandstein, überwiegend bezeichnet und reliefiert mit Bischofsstab und markgräflichem Adler, Nr. 5, bezeichnet „1789“, Nr. 9, wohl 1737, Nr. 16, wohl 18. Jahrhundert, Nr. 22, wohl 18. Jahrhundert, zugehörig Grenzsteine Nr. 11, 23, 24, 26, 29, 30, 33, 34, 35, 36, 37, 39, 41, 42, 43, 47, 48, 49, 50, 51, 59, 60, 61, 70, 75, 76, 78, 80, 82, 83, siehe Stadt Abenberg | D-5-76-117-14 Wikidata | weitere Bilder                        |
| Asbach 2 (Standort)                                                  | Ehemaliges Bauernhaus                           | Zweigeschossiger, giebelständiger Sandsteinquaderbau mit Steilsatteldach und Sohlbankgesims, bezeichnet „1901“ | D-5-76-117-10 Wikidata | Ehemaliges Bauernhaus                 |
| Asbach 8 (Standort)                                                  | Dreiseithof, ehemaliges Wohnstallhaus           | Erdgeschossiger, giebelständiger Sandsteinquaderbau mit Steilsatteldach, um 1875 | D-5-76-117-11 Wikidata | Dreiseithof, ehemaliges Wohnstallhaus |
| Asbach 8 (Standort)                                                  | Dreiseithof, Scheune                            | Erdgeschossiger, giebelständiger Fachwerkbau auf Sandsteinsockel mit Steilsatteldach, 19. Jahrhundert, um 1875 und nach 1920 nach Westen erweitert | D-5-76-117-11 Wikidata | Dreiseithof, Scheune                  |
| Asbach 8 (Standort)                                                  | Dreiseithof                                     | Stallgebäude, erdgeschossiger, traufseitiger Sandsteinquaderbau mit Satteldach, wohl gleichzeitig | D-5-76-117-11 Wikidata | Dreiseithof                           |
| Asbach 11 (Standort)                                                 | Ehemaliges Gasthaus                             | Zweigeschossiger, traufseitiger Sandsteinquaderbau mit Steilsatteldach und Sohlbankgesims, Mitte 19. Jahrhundert, um 1900 verlängert und aufgestockt | D-5-76-117-12 Wikidata | Ehemaliges Gasthaus                   |
| Asbach 12 (Standort)                                                 | Bauernhaus                                      | Erdgeschossiger, traufseitiger Sandsteinquaderbau mit gebrochenem Steilsatteldach, 1889 | D-5-76-117-13 Wikidata | Bauernhaus                            |
| Asbach 12 (Standort)                                                 | Bauernhaus, Kleintierstall                      | Kleiner Sandsteinquaderbau mit Satteldach, gleichzeitig | D-5-76-117-13 Wikidata | Bauernhaus, Kleintierstall            |

### Aurau
| Lage                                                                                              | Objekt                                    | Beschreibung | Akten-Nr.              | Bild                                      |
| ------------------------------------------------------------------------------------------------- | ----------------------------------------- | --- | ---------------------- | ----------------------------------------- |
| Aurauer Hauptstraße 1 (Standort)                                                                  | Dreiseithof, Wohnstallhaus                | Zweigeschossiger, traufseitiger Sandsteinquaderbau mit Steilsatteldach und neuklassizistischen Fenstereinfassungen, bezeichnet „1927“                               | D-5-76-117-15 Wikidata | Dreiseithof, Wohnstallhaus                |
| Aurauer Hauptstraße 1 (Standort)                                                                  | Dreiseithof                               | Scheune, langgestreckter, traufseitiger Sandsteinquaderbau mit Steilsatteldach und Fachwerkgiebel, wohl 18. Jahrhundert, Verlängerung zweite Hälfte 19. Jahrhundert | D-5-76-117-15 Wikidata | Dreiseithof                               |
| Aurauer Hauptstraße 1 (Standort)                                                                  | Dreiseithof, ehemaliges Austragshaus      | Erdgeschossiger, giebelständiger Sichtziegel- und Sandsteinquaderbau mit Steilsatteldach und Hausteingliederung, 1898                                               | D-5-76-117-15 Wikidata | Dreiseithof, ehemaliges Austragshaus      |
| Aurauer Hauptstraße 4 (Standort)                                                                  | Bauernhaus                                | Zweigeschossiger, giebelständiger Sandsteinquaderbau mit Steilsatteldach, 1907/08                                                                                   | D-5-76-117-16 Wikidata | Bauernhaus                                |
| Aurauer Hauptstraße 20 (Standort)                                                                 | Ehemaliges Hopfenbauernhaus               | Erdgeschossiger, giebelständiger Sandsteinquaderbau mit gebrochenem Steilsatteldach, bezeichnet „1894“                                                              | D-5-76-117-17 Wikidata | Ehemaliges Hopfenbauernhaus               |
| Hohlwegleite, am östlichen Ortsrand vor der Straßenkreuzung, 100 m nördlich der Straße (Standort) | Gedenkstein                               | Steinkreuz auf Steinsockel mit Inschrifttafel, um 1870 | D-5-76-117-21 Wikidata | weitere Bilder                            |
| Klosterweg 1 (Standort)                                                                           | Ehemaliges Bauernhaus                     | Erdgeschossiger, traufseitiger Sandsteinquaderbau mit gebrochenem Steilsatteldach, um 1920                                                                          | D-5-76-117-18 Wikidata | Ehemaliges Bauernhaus                     |
| Listenbachstraße 1 (Standort)                                                                     | Ehemaliges Hopfenbauernhaus               | Erdgeschossiger, giebelständiger Sandsteinquaderbau mit gebrochenem Steilsatteldach, bezeichnet „1906“                                                              | D-5-76-117-19 Wikidata | Ehemaliges Hopfenbauernhaus               |
| Listenbachstraße 1 (Standort)                                                                     | Ehemaliges Hopfenbauernhaus, Scheune      | Erdgeschossiger Sandsteinquader- und Fachwerkbau mit Steilsatteldach, wohl gleichzeitig                                                                             | D-5-76-117-19 Wikidata | Ehemaliges Hopfenbauernhaus, Scheune      |
| Listenbachstraße 2 (Standort)                                                                     | Bauernhaus mit ehemaliger Feuerwehrremise | Erdgeschossiger, giebelständiger Sandsteinquaderbau mit Steilsatteldach, bezeichnet „1907“                                                                          | D-5-76-117-20 Wikidata | Bauernhaus mit ehemaliger Feuerwehrremise |

### Breitenlohe
| Lage                      | Objekt                                         | Beschreibung | Akten-Nr.              | Bild                                           |
| ------------------------- | ---------------------------------------------- | --- | ---------------------- | ---------------------------------------------- |
| Breitenlohe 24 (Standort) | Ehemaliger Bauernhof, ehemaliges Wohnstallhaus | Erdgeschossiger, traufseitiger Sandsteinquaderbau mit Steilsatteldach und rückseitigem Zwerchgiebel, um 1890, Zwerchgiebel 1911/12 | D-5-76-117-22 Wikidata | Ehemaliger Bauernhof, ehemaliges Wohnstallhaus |
| Breitenlohe 24 (Standort) | Scheune                                        | Erdgeschossiger, giebelständiger Sandsteinquaderbau mit Steilsatteldach, um 1890, 1913 verlängert                                  | D-5-76-117-22 Wikidata | Scheune                                        |

### Gauchsdorf
| Lage                                               | Objekt                             | Beschreibung | Akten-Nr.              | Bild                               |
| -------------------------------------------------- | ---------------------------------- | --- | ---------------------- | ---------------------------------- |
| Gauchsdorfer Hauptstraße 2 (Standort)              | Bauernhof, ehemaliges Austragshaus | Zweigeschossiger, traufseitiger Sandsteinquaderbau mit Steilsatteldach, um 1904                                                                         | D-5-76-117-23 Wikidata | Bauernhof, ehemaliges Austragshaus |
| Gauchsdorfer Hauptstraße 2 (Standort)              | Bauernhof                          | Scheune, giebelständiger Sandsteinquaderbau mit Steilsatteldach und Fachwerkgiebel, um 1885                                                             | D-5-76-117-23 Wikidata | Bauernhof                          |
| Zur Alten Schmiede 1a (Standort)                   | Ehemalige Scheune, jetzt Wohnhaus  | Erdgeschossiger, giebelständiger Sandsteinquaderbau mit Steilsatteldach, bezeichnet „1841“                                                              | D-5-76-117-24 Wikidata | Ehemalige Scheune, jetzt Wohnhaus  |
| Zur Alten Schmiede 6, Am Moosgarten 3 a (Standort) | Gasthaus                           | Zweigeschossiger, giebelständiger Sandsteinquaderbau mit Steilsatteldach, um 1894                                                                       | D-5-76-117-26 Wikidata | weitere Bilder                     |
| Zur Alten Schmiede 6, Am Moosgarten 3 a (Standort) | Scheune                            | Traufseitiger, teils verputzter Sandsteinquaderbau mit Steilsatteldach und Fachwerkgiebel, spätes 18./frühes 19. Jahrhundert, 1959 nach Osten erweitert | D-5-76-117-26 Wikidata | Scheune                            |
| Zur alten Schmiede 8 (Standort)                    | Scheune                            | Erdgeschossiger, giebelständiger Sandsteinquaderbau mit Steilsatteldach, Giebelaufsatz und Voluten, zweite Hälfte 19. Jahrhundert                       | D-5-76-117-25 Wikidata | Scheune                            |

### Götzenreuth
| Lage                            | Objekt        | Beschreibung                                                                                              | Akten-Nr.              | Bild          |
| ------------------------------- | ------------- | --- | ---------------------- | ------------- |
| Schopfhofer Straße 1 (Standort) | Wohnstallhaus | Erdgeschossiger, traufseitiger Sandsteinquaderbau mit Steilsatteldach und Trockenluken, bezeichnet „1870“ | D-5-76-117-29 Wikidata | Wohnstallhaus |

### Hebresmühle
| Lage                     | Objekt                   | Beschreibung | Akten-Nr.              | Bild                     |
| ------------------------ | ------------------------ | --- | ---------------------- | ------------------------ |
| Hebresmühle 1 (Standort) | Ehemaliges Mühlengebäude | Zweigeschossiger, giebelständiger und verputzter Satteldachbau mit Fachwerkgiebel und südlichem, zweigeschossigem Anbau, 17./18. Jahrhundert, Anbau 19. Jahrhundert, Dach und Fachwerk 1924 | D-5-76-117-30 Wikidata | Ehemaliges Mühlengebäude |
| Hebresmühle 1 (Standort) | Wohnhaus                 | Zweigeschossiger, hakenförmiger Sandsteinquaderbau mit Steilsatteldach und Zierfachwerkgiebeln und Dacherkern, Neurenaissance, von Hummel & Baumann, bezeichnet „1923“                      | D-5-76-117-30 Wikidata | Wohnhaus                 |
| Hebresmühle 1 (Standort) | Scheune                  | Traufseitiger Sandsteinquader- und Fachwerkbau mit Satteldach, 18./19. Jahrhundert, Erweiterung nach Osten erstes Viertel 20. Jahrhundert                                                   | D-5-76-117-30 Wikidata | Scheune                  |
| Hebresmühle 1 (Standort) | Stallgebäude             | Erdgeschossiger, Sandsteinquaderbau mit Satteldach, 1884 | D-5-76-117-30 Wikidata | Stallgebäude             |

### Kühedorf
| Lage                       | Objekt           | Beschreibung | Akten-Nr.              | Bild             |
| -------------------------- | ---------------- | --- | ---------------------- | ---------------- |
| Schloßstraße 3 (Standort)  | Bauernhaus       | Zweigeschossiger, traufseitiger Sandsteinquaderbau mit Steilsatteldach und Gurtgesimsen, Mitte 19. Jahrhundert, 1956 aufgestockt | D-5-76-117-31 Wikidata | Bauernhaus       |
| Schloßstraße 3 (Standort)  | Nebengebäude     | Rechtwinklig an Bauernhaus anschließend, erdgeschossiger Sandsteinquaderbau mit gebrochenem Steilsatteldach, um 1890             | D-5-76-117-31 Wikidata | Nebengebäude     |
| Schloßstraße 3 (Standort)  | Scheune          | Langgestreckter, erdgeschossiger Sandsteinquaderbau mit verbrettertem Giebel und Vordach, 1929                                   | D-5-76-117-31 Wikidata | Scheune          |
| Schloßstraße 3 (Standort)  | Ritter-Grabstein | Zugehörig, Sandstein, 15. Jahrhundert                                                                                            | D-5-76-117-31 Wikidata | Ritter-Grabstein |
| Schlossstraße 4 (Standort) | Wohnstallhaus    | Erdgeschossiger, giebelständiger Sandsteinquaderbau mit Steilsatteldach, bezeichnet „1889“                                       | D-5-76-117-32 Wikidata | Wohnstallhaus    |
| Schlossstraße 4 (Standort) | Scheune          | Erdgeschossiger Sandsteinquaderbau mit gebrochenem Steilsatteldach, gleichzeitig, 1929 überformt                                 | D-5-76-117-32 Wikidata | Scheune          |

### Ottersdorf
| Lage                            | Objekt                  | Beschreibung | Akten-Nr.              | Bild                    |
| ------------------------------- | ----------------------- | --- | ---------------------- | ----------------------- |
| Ungerthaler Straße 1 (Standort) | Bauernhof, Bauernhaus   | Zweigeschossiger, traufseitiger Sandsteinquaderbau mit Steilsatteldach, Mitte 19. Jahrhundert, nach 1900 aufgestockt | D-5-76-117-33 Wikidata | Bauernhof, Bauernhaus   |
| Ungerthaler Straße 1 (Standort) | Bauernhof, Backofen     | Backsteinbau mit Satteldach, wohl erstes Viertel 20. Jahrhundert                                                     | D-5-76-117-33 Wikidata | Bauernhof, Backofen     |
| Ungerthaler Straße 1 (Standort) | Bauernhof, Austragshaus | Erdgeschossiger, traufseitiger Sandsteinquaderbau mit Steilsatteldach und Fachwerkgiebel, 18./19. Jahrhundert        | D-5-76-117-33 Wikidata | Bauernhof, Austragshaus |

### Schopfhof
| Lage                       | Objekt        | Beschreibung                                                                          | Akten-Nr.              | Bild          |
| -------------------------- | ------------- | ------------------------------------------------------------------------------------- | ---------------------- | ------------- |
| Schopfhof 8 1/2 (Standort) | Wohnstallhaus | Erdgeschossiger, giebelständiger Sandsteinquaderbau mit Steilsatteldach, 1867         | D-5-76-117-34 Wikidata | Wohnstallhaus |
| Schopfhof 8 1/2 (Standort) | Stallgebäude  | Erdgeschossiger Sandsteinquaderbau mit Satteldach, wohl zweite Hälfte 19. Jahrhundert | D-5-76-117-34 Wikidata | Stallgebäude  |

### Tennenlohe
| Lage                   | Objekt                   | Beschreibung | Akten-Nr.              | Bild                     |
| ---------------------- | ------------------------ | --- | ---------------------- | ------------------------ |
| Röthenweg 1 (Standort) | Ehemaliges Wohnstallhaus | Erdgeschossiger, giebelständiger Sandsteinquaderbau mit Steilsatteldach und Fachwerkgiebel, zweites Viertel 17. Jahrhundert, bezeichnet „1804“ | D-5-76-117-35 Wikidata | Ehemaliges Wohnstallhaus |
| Röthenweg 1 (Standort) | Scheune                  | Langgestreckter, teils verputzter Massiv- und Fachwerkbau mit Steilsatteldach, wohl 18./19. Jahrhundert                                        | D-5-76-117-35 Wikidata | Scheune                  |
| Röthenweg 2 (Standort) | Ehemaliges Bauernhaus    | Erdgeschossiger, giebelständiger Sandsteinquaderbau mit Steilsatteldach, um 1855                                                               | D-5-76-117-36 Wikidata | Ehemaliges Bauernhaus    |

### Ungerthal
| Lage                                                               | Objekt      | Beschreibung | Akten-Nr.              | Bild           |
| ------------------------------------------------------------------ | ----------- | --- | ---------------------- | -------------- |
| Erlberg; an der Straße nach Ottersdorf, am Kupferweiher (Standort) | Martersäule | Sandstein, um 1500, 1909 wiederaufgestellt                                                                                     | D-5-76-117-39 Wikidata | Martersäule    |
| Ungerthal 1 (Standort)                                             | Bauernhaus  | Erdgeschossiger Sandsteinquaderbau mit Quergiebeln, Ende um 1900, 1923 aufgestockt                                             | D-5-76-117-37 Wikidata | weitere Bilder |
| Ungerthal 2 a (Standort)                                           | Bauernhaus  | Zweigeschossiger, giebelständiger Sandsteinquaderbau mit Steilsatteldach, 18./frühes 19. Jahrhundert, um 1900/1920 aufgestockt | D-5-76-117-38 Wikidata | weitere Bilder |

## Ehemalige Baudenkmäler
In diesem Abschnitt sind Objekte aufgeführt, die früher einmal in der Denkmalliste eingetragen waren, jetzt aber nicht mehr. Objekte, die in anderem Zusammenhang – also z. B. als Teil eines Baudenkmals – weiter eingetragen sind, sollen hier nicht aufgeführt werden. Aktennummern in diesem Abschnitt sind ehemalige, jetzt nicht mehr gültige Aktennummern.

| Lage                         | Objekt                                               | Beschreibung                                                                                                | Akten-Nr.             | Bild |
| ---------------------------- | ---------------------------------------------------- | --- | --------------------- | ---- |
| Büchenbach Brücke (Standort) | Franzosengraben-Brücke der Ludwig-Süd-Nord-Eisenbahn | Einbogige Eisenbahnbrücke, 1848/49, verbreitert wohl spätes 19. Jahrhundert; bei Eisenbahnkilometer 39, 334 | D-5-76-117-8 Wikidata | BW   |

## Abgegangene Baudenkmäler
In diesem Abschnitt sind Objekte aufgeführt, die früher einmal in der Denkmalliste eingetragen waren, jetzt aber nicht mehr existieren, z. B. weil sie abgebrochen wurden. Aktennummern in diesem Abschnitt sind ehemalige, jetzt nicht mehr gültige Aktennummern.

| Lage                                  | Objekt       | Beschreibung                                                              | Akten-Nr.              | Bild |
| ------------------------------------- | ------------ | ------------------------------------------------------------------------- | ---------------------- | ---- |
| Götzenreuth Buchenstraße 5 (Standort) | Austragshaus | Erdgeschossiger, traufseitiger Sandsteinquaderbau mit Satteldach, um 1860 | D-5-76-117-40 Wikidata | BW   |